# Old Acquaintance
Old Acquaintance (bra: Uma Velha Amizade) é um filme estadunidense de 1943, do gênero comédia dramática, dirigido por Vincent Sherman, estrelado por Bette Davis e Miriam Hopkins, e co-estrelado por Gig Young. O roteiro de John Van Druten, Lenore Coffee e Edmund Goulding foi baseado na peça teatral homônima de 1940, do próprio Van Druten.

## Sinopse
Kit (Bette Davis) é uma autora e dramaturga aclamada pela crítica, embora não tenha sucesso financeiro. Millie (Miriam Hopkins) é sua melhor amiga que, por inveja, escreve um romance supérfluo e inútil, e consegue ganhar um bom dinheiro. Após oito anos de negligência e sentindo estar em segundo plano em relação à fama de Millie, seu marido Preston (John Loder) a deixa. Depois de um tempo após a separação, Kit anuncia sua intenção de se casar com Rudd (Gig Young), que é uma década mais jovem. Millie acha que Preston deseja se reconciliar, mas descobre que seu ex-marido está noivo. Além disso, ele também admite que sempre foi apaixonado por Kit, que rejeitou todos os seus muitos avanços. Sentindo que Kit é a culpada pelo fracasso de seu casamento, Millie luta contra seus impulsos e pensamentos, mas as coisas saem do controle quando ela percebe que se colocou em uma disputa contra sua melhor amiga.

## Elenco
- Bette Davis como Kit Marlowe
- Miriam Hopkins como Millie Drake
- Gig Young como Rudd Kendall
- John Loder como Preston Drake
- Dolores Moran como Deirdre Drake
- Phillip Reed como Lucian Grant
- Roscoe Karns como Charlie Archer
- Anne Revere como Belle Carter (creditada como Ann Revere)
- Esther Dale como Harriet
- Frank Mayo como Oficial do Exército (não-creditado)
- Jack Mower como Oficial do Exército (não-creditado)
- Francine Rufo como Deirdre criança (não-creditada)

## Produção
A peça teatral de John Van Druten, na qual o filme se baseia, estreou no Teatro Morosco, em Nova Iorque, em 23 de dezembro de 1940, e teve 170 apresentações. A peça foi encenada por Auriol Lee e projetada por Richard Whorf, além de ter sido estrelada por Jane Cowl, Wood Peggy e Kent Smith.
Bette Davis queria que Norma Shearer assumisse o papel de Millie, mas Shearer, que estava se aposentando, se recusou a interpretar o papel coadjuvante e a receber menos que Davis. Miriam Hopkins, que estrelou "The Old Maid" (1939) ao lado de Davis, aceitou o papel. As duas possuíam uma relação difícil desde o primeiro filme que fizeram juntas porque Hopkins desconfiava que Davis supostamente havia tido um caso extraconjugal com seu marido, Anatole Litvak.

## Recepção
Bosley Crowther, em sua crítica para o The New York Times, achou implausível a amizade entre as duas personagens principais. "Como consequência", escreveu ele, "neste filme temos o espetáculo tedioso supervestido e exagerado de uma escritora supostamente inteligente que passa a vida sendo leal a uma amiga de infância que ganha uma fortuna com uma ficção inútil e é vaidosa, egoísta, ciumenta e falsa com ela".

### Bilheteria
De acordo com os registros da Warner Bros., o filme arrecadou US$ 2.279.000 nacionalmente e US$ 1.360.000 no exterior, totalizando US$ 3.639.000 mundialmente.